# Digitally Imported

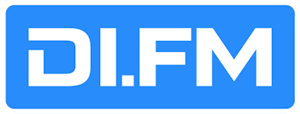
Logo Digitally Imported

Digitally Imported je americké internetové rádio. Vysílá již od roku 1999 a specializuje se na elektronickou taneční hudbu. Jeho zakladatelem je Ari Shohat, který se stal prezidentem společnosti Digitally Imported, Inc., která rádio v současnosti provozuje. Jeho kanály jsou dostupné na http://di.fm (spíše elektronická hudba) a na http://sky.fm (spíše neelektronická).
Původní vysílání rádia se skládalo pouze z jednoho trance kanálu (který je dodnes nejpopulárnější, denně s tisícovkami posluchačů z celého světa), později však přibyly další kanály elektronické hudby a v posledních letech také kanály jako world music, jazz, pop apod.
Do rádia přispívají svými příspěvky či pořady přední i alternativní DJ's světové taneční scény (nejen z Evropy a Ameriky, ale také například z Egypta). Například Ferry Corsten, Armin van Buuren, John Fleming, Markus Schulz a mnozí další.